# Eriko Hashimoto
Eriko Hashimoto (橋本絵莉子) est née le 17 octobre 1983 à Tokushima, au Japon.
En 2000 elle décide de créer le groupe chatmonchy.
En mars 2002 Akiko Fukuoka la rejoint dans chatmonchy en tant que bassiste.
En avril 2004 Kumiko Takahashi rejoint chatmonchy en tant que batteuse.
Elle est la chanteuse et guitariste du groupe japonais chatmonchy.

## Profil
- Nom et prénom : Eriko(エリコ) Hashimoto(ハシモト) (橋本絵莉子?)
- Date de naissance : 17 octobre 1983
- Lieu de naissance : Tokushima sur l'île de Shikoku (四国?) au Japon.
- Groupe Sanguin : A
- Surnom : Ecchan